# Рівне (Курманський район)
Рі́вне (до 1945 року — Кара́-Аса́н; крим. Qara Asan) — село Курманського району Автономної Республіки Крим. Населення — 2000 (на 2001 р.).

## Географія
Рівне — село в центрі району, в степовому Криму, по правому березі Салгира (в 2 км) в нижній течії, висота над рівнем моря — 53 м . Сусідні села: Азов в 2,5 км на південь, Молочне в 3 км на північ і Холмове в 2 км на південний схід. Відстань до райцентру — близько 14 кілометрів, там же найближча залізнична станція — Урожайна.

## Історія
Перша письмова згадка про селище Карасан припадає на 1784 рік. Згідно з «камеральним описом Криму 1784» село Карасан називалася Карагасаном і належало Ак-Мурзі з роду Ширинських. Входило воно в Ашага-Ічкійский кадалик Ак-Мечетьського каймаканства . 18 грудня 1794 Ак-мурза Ширинський продав за 500 рублів своє есело Карасан титулярнуму раднику, скарбнику Сімферопольського повіту Семену Жердєву, який уже в 1796 році потрапив у скрутне фінансове становище і село стало належати його сусіду Карлу Гагендорфу (з 12 травня 1797). Його тодішні парамери: 2079 десятин 1620 квадратних сажнів землі, три двори селянських, три душі чоловічої статі. У 1806 році в Крим приїжджає Християн Христианович Стевен — академік, видатний вчений, ентомолог, ботанік — згодом засновник і перший директор Нікітського Ботанічного саду. У вересні 1818 Стевен набуває у свого друга Гегендорфа маєток Карасан і починає облаштовувати його. Сам Стевен поселяється в Сімферополі, а Карасаном займається його дружина і керуючий Йосип Богун. Стевен часто буває в Карасані у справах, займається дослідженнями місцевої природи, виїжджає на полювання. У 1841 році за бездоганну службу Х. Х. Стевен збільшив свої угіддя на 1500 десятин землі, він прирощує до Карасану землі прилеглого кинутого села Бешарань.
Зв'язки Х. Х. Стевена з німцями менонітами з Бердянського повіту послужили поштовхом для початку утворення колонії на території маєтку Карасан. Колонія Карасан стала першим і згодом найбільшим менонітським селищем в Криму. Серед перших поселенців Карасана були Герхард Герхардовіч Шеленберг і Герхард Корнеліусовіч Валл. За спогадами Шеленберг прибув до Карасану пішки з п'ятьма рублями в кишені. Але колоністи на новому місці працювали не покладаючи рук і дуже скоро Карасан почав перетворюватися. У 1862 році коли в Карасане почали з'являтися перші колоністи, Стевен заповідає Карасан молодшому синові Олександру і той на час свого навчання в Санкт-Петербурзькому університеті здає маєток в оренду Молочанським менонітам. У 1871 г А. Х. Стевен повертається до Криму, але наукова та державна діяльність не дозволяють йому приділяти належну увагу Карасану і він продає його своїм орендарям менонітам.
На цьому закінчується період володіння Карасаном династії Стевену і починається час німецьких колоністів.
З 1874 маєток Карасан офіційно переходить у власність 28 поселенців менонітів. Нові поселенці облаштують Карасан на свій лад і стануть успішно розвивати господарство. Буде побудований цегляно-черепичний завод, добротні кам'яні будинки. Селище стане багатим. Кількість жителів стане постійно збільшуватися і незабаром Карасан стане одним з найбільших німецьких поселень Криму. Спільними зусиллями члени громади побудують водопровід, лікарню, пошту, молитовний будинок. У селі працює бібліотека, метеостанція, видається журнал «Mennonitenblatt», відкрито книгарню, відкривається школа. У 1880 році споруджено будинок нової школи. А 15 вересня 1906 року урочисто відкрилося «Кримське менонітське центральне училище», яке готувало викладачів для початкових шкіл. Першими вчителями Центрального училища були Карл Генріхович Фрідріхс та Іван Іванович Вільмс. Головою правління товариства для утримання карасанського училища був Петро Петрович Шредер — великий землевласник, депутат державної думи, що проживав неподалік у своєму маєтку Ново-Микільське. Духовним старшиною карасанський громади був Яків Вібе після його смерті Абрам Фрізен.
До початку ХХ століття Карасан стає духовним і культурним центром менонітів Криму.
У 1917 році відбулася соціалістична революція. Поступово в Криму встановилася радянська влада. Після революції населення Карасана стало стрімко збільшуватися. Цьому сприяв не стільки внутрішній приріст, скільки переселення в Карасан з інших колоній. Міцні духовні традиції, згуртованість і колективізм жителів Карасана залучали нових переселенців і створювали міцний бар'єр для проникнення радянської пропаганди. Однак час ішов, перетворення тривали.
У 1920-ті роки тільки в чотирьох кримських селах були одночасно школи 1 і 2 ступені і Карасан в їх числі. Населення продовжувало збільшуватися і до 1937 року воно становило 1054 людини, Карасан був найбільшим селом в районі. На 94 % населення Карасана було німецьким. Історія Карасана з кінця 1920-х по 1941 рік була типовою для всіх німецьких поселень. Заможні родини були розкуркулені і виселені на Урал. А з настанням війни в 1941 році ты хто залишився, були депортовані в Казахстан, пізніше на Урал, в Омську область. Частина колишніх мешканців Карасана пізніше виїхала до Німеччини.
Про історію Карасана в період нацистської окупації відомо небагато: В Карасане розміщувалося Гестапо. У селі діяла підпільна організація її керівник К. Т. Забара був по-звірячому закатований гестапівцями.
У 1944 році Крим був звільнений від нацистів. Карасан за час війни особливо не змінився — бойових дый тут за наявними даними не було, будівлі не постраждали. Ще до війни в Карасаны виник радгосп Більшовик. Після війни радгосп став об'єднавчою організацією. У Карасан знову поїхали нові переселенці з Росії та України. У 1947 році Карасан перейменований в село Рівне. Село продовжує рости і розвиватися воно є центром Рівнівської сільської ради та центральною садибою радгоспу Більшовик.
У 1967 році відкривається нова будівля школи, а в будинках колишньої початкової школи та центрального училища влаштовуються склади, в будівлі молитовного будинку після перебудови працює Будинок культури. Але село без мелонітської громади втратило свої колишню велич.